# تنیلوکسازین
تنیلوکسازین (Lucelan, Metatone)، همچنین به عنوان سوفوکسازین و سولفوکسازین نیز شناخته می‌شود، دارویی است که در ژاپن به بازار عرضه می‌شود. اگرچه در ابتدا به عنوان یک neuroprotective و عامل Nootropic برای درمان نارسایی مغزی-عروقی در دهه ۱۹۸۰ مورد بررسی قرار گرفت، اما در نهایت به عنوان یک داروی ضد افسردگی مورد استفاده قرار گرفت.